# 李伯耿
李伯耿(1958年9月—)，浙江大学教授，长期从事高分子化学等领域的研究，中国教育部第四批“长江学者”特聘教授，担任国家"973"等重点项目首席科学家，发表论文数百篇，获得发明专利数十项。

## 生平
1982年于浙江大学化工系高分子化工专业毕业，1984和1987年先后获得同校化学工程专业硕士和博士学位；
曾罗浮堡大学、麻省理工学院担任访问学者，1994年起任浙江大学教授，期间曾担任工学部主任等职。

## 学术兼职
中国国务院学位委员会化学工程与技术学科第五、六届评议组成员、中国化工学会常务理事、浙江省化工学会理事长等。